# لاسي
لاسي (بالإنجليزية: Lacey)‏ هي مصارعة محترفة أمريكية، ولدت في 27 أبريل 1983 في منيابولس في الولايات المتحدة.

## روابط خارجية
- لاسي على موقع CageMatch worker (الإنجليزية)
- لاسي على موقع قاعدة بيانات المصارعة على الإنترنت (الإنجليزية)
- لاسي على موقع عالم المصارعة على الإنترنت (الإنجليزية)
- لاسي على موقع عالم المصارعة على الإنترنت (الإنجليزية)